# Geniostoma huttonii
Geniostoma huttonii är en tvåhjärtbladig växtart som beskrevs av B.J. Conn. Geniostoma huttonii ingår i släktet Geniostoma och familjen Loganiaceae. Inga underarter finns listade i Catalogue of Life.